# Torreseilanden
De Torreseilanden zijn de noordelijkste eilandengroep van de Zuid-Pacifische eilandenstaat Vanuatu. Samen met de Bankseilanden vormen ze de provincie Torba.

## Geografie
De eilanden liggen in de vorm van een in een min of meer noord-zuidrichting verlopende, ongeveer 42 kilometer lange eilandenketen. Ten noorden ervan ligt de provincie Temotu van de Salomonseilanden, ten zuiden het Vanuatuaanse hoofdeiland Espiritu Santo en ten zuidoosten de Bankseilanden. Ten westen van de Torreseilanden, op de grens van de Australische Plaat en de Pacifische Plaat, ligt de diepe Torrestrog (subductie). De Torreseilanden zijn koraaleilanden, in tegenstelling tot de rest van de Vanuatuaanse eilanden, die hoge eilanden (van vulkanische oorsprong) zijn. De eilanden steken tot maximaal 200 meter boven de zee uit. De eilanden zijn van noord naar zuid:
| Eiland                 | Oppervlakte (km²) | Inwoners 1979 | Hoofdplaats  | Berg (hoogte in meters) | Coördinaten             |
| ---------------------- | ----------------- | ------------- | ------------ | ----------------------- | ----------------------- |
| Hiw (Hiu)              | 50,6              | 84            | Gavigamana   | Mount Wonvara (366)     | 13° 8′ ZB, 166° 34′ OL  |
| Lonagavanoua (Batsale) | 0,5               | -             |              |                         | 13° 8′ ZB, 166° 35′ OL  |
| Metoma                 | 3,0               | 2             |              |                         | 13° 12′ ZB, 166° 36′ OL |
| Tegua (Tégua)          | 30,7              | 7             | Lateu        | Tawaten (300)           | 13° 15′ ZB, 166° 37′ OL |
| Ngwel (Île Mel)        | 0,07              | -             |              |                         | 13° 16′ ZB, 166° 35′ OL |
| Linua                  | 2,2               | -             |              |                         | 13° 20′ ZB, 166° 38′ OL |
| Loh (Lo)               | 11,9              | 84            | Lungharegi   |                         | 13° 21′ ZB, 166° 39′ OL |
| Toga                   | 18,8              | 140           | Kourourétapo | Mount Lemeura (240)     | 13° 25′ ZB, 166° 42′ OL |
| Torreseilanden         | 117,7             | 317           | Lungharegi   | Mount Wonvara (366)     | 13° 15′ ZB, 166° 37′ OL |

De eilanden zijn minder ruig dan zuidelijkere Vanuatuaanse eilanden. Het grootste deel van de kust bestaat uit rotsachtig koraal met op enkele plekken een aantal stukken bountystrand.

## Naam
Het eiland stond voor de komst van de Europeanen onder de inwoners en omliggende volkeren vooral bekend onder de naam Vava (of Vave), een naam die nu alleen nog wordt gebruikt door een aantal ouderen op de eilanden. Begin 19e eeuw werd echter door Europese cartografen de naam Torreseilanden op de kaart gezet ter ere van de 16e-eeuwse Portugees-Spaanse zeevaarder Luis Váez de Torres, die samen met Pedro Fernandes de Queirós in 1606 een aantal eilanden van Noord- en Centraal-Vanuatu aandeed, maar de Torreseilanden zelf nooit heeft gekend of gezien. Zijn naam is ook toegekend aan de belangrijke 1700 kilometer verderop gelegen Straat Torres (tussen Australië en Nieuw-Guinea) en de Straat Torres-eilanden daarbinnen.

## Geschiedenis
Op basis van schaarse archeologische vondsten wordt aangenomen dat de eilanden waarschijnlijk voor het eerst bevolkt werden rond 1200 v.Chr. Op basis van archeologisch onderzoek en mondelinge overleveringen wordt aangenomen dat de eilandbewoners voor de komst van de Europeanen niet zoals nu in de kustvlaktes woonden, maar in kleinere dorpjes en grootfamiliegebieden (nakamalen of gemël) hoger in het binnenland. Mogelijk woonden de mensen op de eilanden op verspreide open plekken met elk een paar huishoudens en heiligdommen. De Europeanen (Britten) arriveerden er pas laat in de 19e eeuw. Het gebied kwam al snel binnen de invloedssfeer van de Melanesian mission (een bekeringsmissie van de Anglicaanse Kerk opererend vanaf Norfolk) vanaf begin jaren 1880. Onder druk van deze missie begonnen de inwoners zich te concentreren in makkelijker te bereiken en te controleren kustplaatsen. De missie haar regionale centrum had op het eiland Mota van de Bankseilanden en koos de taal van de inwoners daarvan (Motees) voor het uitbrengen van een Bijbelvertaling op de Banks- en Torreseilanden en Temotu en (volgens lokale bronnen) tot begin jaren 1970 ook als taal voor het onderwijs aan kinderen op de missieschool van Torres. Een aantal oude inwoners van de Torreseilanden spreekt daardoor deels vloeiend Motees. De Europeanen brachten eind 19e, begin 20e eeuw echter ook diverse epidemische ziekten mee die samen met blackbirding (het ronselen en ontvoeren van eilanders voor plantages in Australië) leidden tot een demografische catastrofe op de eilanden. Volgens vaag verwoorde missiedocumenten van het bisdom van de Banks- en Torreseilanden op het eiland Vanua Lava zouden de Torreseilanden ergens in de jaren 1930 niet meer dan 56 inwoners hebben geteld.
In 1906 werden de eilanden onderdeel van het Frans-Britse condominium Nieuwe Hebriden en in 1980 werden ze onderdeel van de republiek Vanuatu. In 1983 werd een klein vliegveld aangelegd op Linua, die de enige vervoersverbinding met de rest van Vanuatu vormt.

## Bewoning
Het eiland telt ongeveer 950 inwoners (2004), verspreid over ongeveer 10 nederzettingen in het kustgebied. Deze nederzettingen zijn Yögevigemëne (of kortweg Yögemëne), Tinemēvöniö, Yawe en Yakwane op Hiu, Lotew op Tegua, Lungharegi (het bestuurlijk centrum), Telakwlakw en Rinuhe op Loh en Likwal en Litew op Toga. In Lungharegi bevinden zich een telefoon, medische kliniek en twee winkels.